# Tricotosa rectilínia

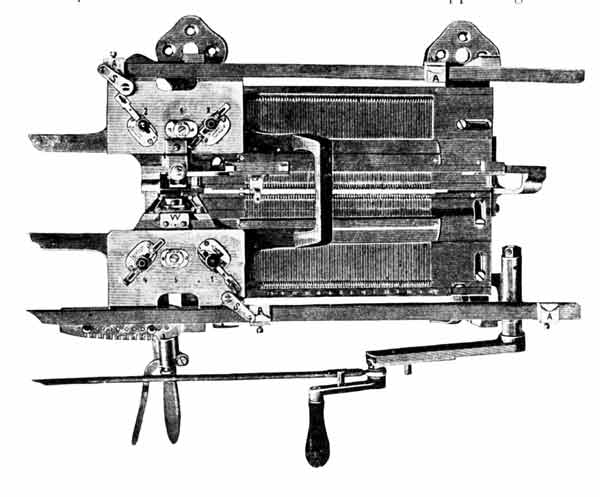
La primera màquina plana de gènere de punt de l'any 1900.

La tricotosa rectilínia és una màquina de teixir. Va ser inventada pel nord-Americà William Lamb l'any 1863. Funciona normalment amb agulles de llengüeta, disposades a l'interior d'una fontura fresada.

## Procediment

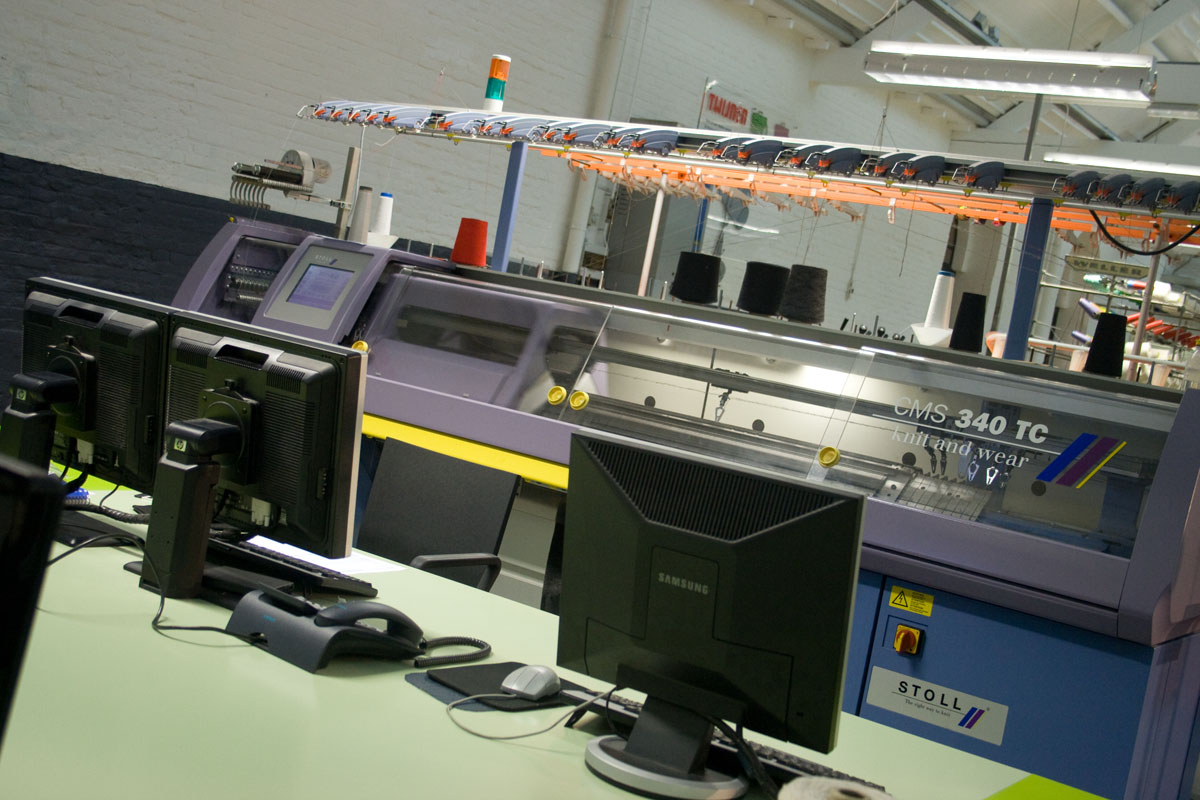
Màquina completa de teixir de l'any 2003

Els teixits de punt de recollida es caracteritzen principalment per que totes les agulles fan servir el mateix fil per a formar malles, i per que aquestes agulles es mouen individualment.
Per contraposició, els teixits de punt d'ordit es caracteritzen pel fet que totes les agulles es mouen alhora, i per que es fa servir com a mínim un fil per agulla per formar les malles del teixit.
En la tricotosa rectilínia, les agulles es mouen individualment, una darrera l'altra. El carro de lleves es desplaça sobre la fontura d'agulles, de manera que els talons de les agulles que sobresurten del fresat que les allotja queden a l'abast dels perfils de les lleves, transformant el moviment horitzontal dreta/esquerra en moviment vertical amunt/avall. Les diferents disposicions de les lleves permeten generar els tres tipus de malles característics dels teixits de punt de recollida: malla, malla carregada, i malla retinguda. Els caps de les agulles surten de dins del fresat de la fontura sincronitzats amb el desplaçament del guiafils, que subministra el fil. Si les agulles han arribat a màxima pujada, aquest fil nou es convertirà en una nova malla. Els perfils de les lleves marquen també el descens de les agulles, de manera que per acció de la lleva de punt es pot ajustar la quantitat de fil que es fa servir per formar una malla, fent que l'agulla baixi més o menys dins del seu fresat, estirant més o menys fil al formar el bucle de la malla. Aquest ajust permet obtenir punts més fluixos o més apretats, malles més grans o més petites. La successió de malles noves que es formen en sentit horitzontal rep el nom de passada.
La seqüència dels moviments de les agulles es coneix com a formació de la malla, i es resumeix en 5 posicions: Posició inicial, Mitja pujada, Màxima pujada, Recollida i Despreniment.

## Ús
Les màquines modernes solen estar especialitzades en teixits de punt amb certs patrons per a teixits intàrsia,  per a peces de vestir exteriors acabades totalment dissenyades (punts sense costures),  guants,  mitjons,  cintes,  etc.
El 2019, es van instal·lar al voltant de 96.000 màquines de teixir planes a tot el món.  La informació sobre la situació general a l'àrea de les màquines de teixir planes només es pot obtenir a partir d'anàlisis anuals bastant cares.
Les màquines planes accionades manualment s'utilitzen per a teixir a la llar.